# Aspropyrgos Refinery
Aspropyrgos Refinery — самый мощный в Греции нефтеперерабатывающий комплекс, расположенный в городе Аспропиргос, в 20 км северо-западнее Афин. Управляется компанией Asprofos группы Hellenic Petroleum, основанной в 1983 году.
Aspropyrgos Refinery обладает сложным производственным комплексом, самым современным в Средиземноморье и одним из самых современных в Европе, с мощностью в 6,2 млн тонн в год. Он имеет возможность переработки 6 000 000 метрических тонн сырой нефти. Нефтеперерабатывающий комплекс генерирует 50 МВт электрической энергии (две газовые турбины — по 17 МВт и одна паровая турбина мощностью 16 МВт).
Модернизированный блок по изомеризации нефти введен в действие в 1999 году. В 1999 году встал в строй блок по насыщению бензола, согласно спецификации «Auto Oil 2000», принятой Европейским союзом. Значительные инвестиции в модернизацию каталитической сероочистки водорода, генератор, управляемый напряжением, и технологию флюидного каталитического крекинга теперь позволит предприятию производить качественное дизельное топливо и бензин с характеристиками даже выше стандарта «Auto Oil 2000».
Aspropyrgos Refinery обладает большой частной гаванью, собственным современным нефтяным танкером и железнодорожными терминалами, большой нефтераспределительной сетью трубопроводов из Пахи в Мегару, а также распределительным трубопроводом для готовой продукции и приема полуфабрикатов от нефтеперерабатывающего завода Elefsina Refinery в Элефсисе. Aspropyrgos Refinery также связан через топливный трубопровод с Международным аэропортом «Элефтериос Венизелос», принимая на себя основную ответственность за поставки аэропорту топлива.